# Grant (condado de Portage, Wisconsin)
Grant es un pueblo ubicado en el condado de Portage en el estado estadounidense de Wisconsin. En el Censo de 2010 tenía una población de 1.906 habitantes y una densidad poblacional de 10,34 personas por km².

## Geografía
Grant se encuentra ubicado en las coordenadas 44°19′45″N 89°39′34″O / 44.32917, -89.65944. Según la Oficina del Censo de los Estados Unidos, Grant tiene una superficie total de 184.36 km², de la cual 183.26 km² corresponden a tierra firme y (0.6%) 1.1 km² es agua.

## Demografía
Según el censo de 2010, había 1.906 personas residiendo en Grant. La densidad de población era de 10,34 hab./km². De los 1.906 habitantes, Grant estaba compuesto por el 98.16% blancos, el 0.31% eran afroamericanos, el 0.26% eran amerindios, el 0.42% eran asiáticos, el 0% eran isleños del Pacífico, el 0.16% eran de otras razas y el 0.68% pertenecían a dos o más razas. Del total de la población el 0.68% eran hispanos o latinos de cualquier raza.